# Ancylotherium
Az Ancylotherium az emlősök (Mammalia) osztályának páratlanujjú patások (Perissodactyla) rendjébe, ezen belül a fosszilis Chalicotheriidae családjába tartozó nem.

## Tudnivalók
Az Ancylotherium-fajok 6,5-1,8 millió évvel ezelőtt éltek, a késő miocén és a középső pleisztocén korszakok között. Eurázsia és Afrika szavannái, illetve ligeterdeiben éltek.
A taxon tudományos neve „patás szörny”-et jelent. Az Ancylotherium-ok közeli rokonai voltak a fura kinézetű Chalicotherium-nak. Ezeknek az állatoknak is a hátsó lábai rövidek, míg a karjai hosszúak voltak, de nem jártak a kézfejükön, mint rokonaik. Nagy, 2 méteres magasságukkal könnyen elérték a fák lombjait, melyekkel táplálkoztak. Testtömegük körülbelül 450 kilogramm lehetett. Nincsenek mai leszármazottaik.

## Rokon fajok
Az Ancylotheriumok ázsiai rokona, a Chalicotherium, míg észak-amerikai rokona, a Moropus.

## Lelőhelyek
Pliocén és pleisztocén kori Ancylotherium-maradványokat találtak Kelet- és Dél-Afrikában, Laetolinál, az Olduvai-szurdoknál és az Omo folyó partjáról; továbbá miocén kori kövületek kerültek elő Eurázsiából (Afganisztán, Görögország, Montenegró, Szerbia és Törökország) és Kenyából.

## Rendszerezés
A nembe az alábbi 2 faj tartozik:
- Ancylotherium hennigi
- Ancylotherium pentelicum Gaudry & Lartet 1856